# Masaaki Toma
Masaaki Toma  (en japonais : 當麻 政明), né Masaaki Iemoto (en japonais : 家本 政明), le 2 juin 1973 à Hiroshima, est un arbitre japonais de football, qui officie depuis 2008 en première division japonaise et de manière international depuis 2009.

## Carrière
Il a officié dans des compétitions majeures :
- 2008 : AFC Challenge Cup (3 matchs) ;
- 2010 : Coupe d'Asie des nations de football des moins de 19 ans  (3 matchs) ;
- 2010 : AFF Suzuki Cup (finale aller) ;
- 2010 : Coupe du Japon de football (finale) ;
- 2012 : Coupe d'Asie des nations de football des moins de 16 ans (3 matchs) ;
- 2012 : AFF Suzuki Cup (finale aller).